# Mieczysław Lignar
Mieczysław Lignar, ps. Aleksandrowicz (ur. 1 stycznia 1897 we Lwowie, zm. 5 lipca 1920 pod Lipiną) – podporucznik piechoty Wojska Polskiego, działacz niepodległościowy, kawaler Orderu Virtuti Militari.

## Życiorys
Urodził się 1 stycznia 1897 we Lwowie, w rodzinie Władysława i Anny z domu Koruaga. Był bratem Piotra (ur. 1893), urzędnika wojska i Władysława (ur. 1895), kuśnierza, żołnierza Legionów Polskich, odznaczonego Krzyżem Niepodległości. Od 1912 był członkiem XXIV Polskiej Drużyny Strzeleckiej we Lwowie, której drużynowym był Władysław Kędzierski.
3 sierpnia 1914 wstąpił do oddziałów strzeleckich. Walczył w szeregach 1 kompanii I batalionu 1 pułku piechoty, awansując na sierżanta. Wyróżnił się w bitwie pod Jastkowem (31 lipca–3 sierpnia 1915) i bitwie pod Kostiuchnówką (4–6 lipca 1916). 29 marca 1922 przewodniczący Komisji byłych Legionów Polskich, pułkownik Tadeusz Piskor sporządził „wniosek na odznaczenie orderem «Virtuti Militari»”, w którym napisał:

w bitwie pod Jastkowem na patrolu z 5. ludźmi, celem zbadania stanu umocnień nieprzyjacielskich, podsuwa się pod same pozycje nieprzyjacielskie. Stwierdziwszy pracę nieprzyjaciela przy budowaniu przeszkód drutowych, przepędza ogniem pracujący oddział nieprzyjacielski i powraca do kompanii. W bitwie pod Kostiuchnówką 5 lipca 1916 jako dowódca 2 plutonu utrzymuje pluton na pozycji, zadając duże straty atakującemu nieprzyjacielowi. W czasie odwrotu zatrzymuje pluton, ostrzeliwując się do chwili, gdy ciężko ranny dostaje się do niewoli.

Z pola bitwy został zabrany przez Rosjan i skierowany do szpitala. Po powrocie z niewoli do Lwowa wstąpił do Polskiej Organizacji Wojskowej. Od 1 do 22 listopada 1918 walczył w obronie miasta na odcinku IV. Później wstąpił do 5 pułku piechoty Legionów. 18 marca 1919 jako podoficer byłych Legionów Polskich służący w 5 pp Leg. został mianowany z dniem 1 marca 1919 podporucznikiem piechoty. Dowodził 3 kompanią pułku w walkach z bolszewikami na litewsko-białoruskim. W 1920 wziął udział w wyprawie kijowskiej. Na początku czerwca dotarł z pułkiem pod Browary, skąd został skierowany do szpitala na leczenie. Nie ukończywszy leczenia wrócił do pułku. Poległ 5 lipca 1920 dowodząc I batalionem w wypadzie ze wsi Dawidówka (Zabara) na wieś Dubniki. Został pochowany obok stacji kolejowej Mokwin. Później został ekshumowany i 21 marca 1921 pochowany na cmentarzu Obrońców Lwowa (kwatera II, grób 70). 30 lipca 1920 został mianowany z dniem 1 maja 1920 porucznikiem w piechocie. 14 października 1920 został pośmiertnie zatwierdzony z dniem 1 kwietnia 1920 w stopniu kapitana, w piechocie, w grupie oficerów byłych Legionów Polskich.

## Ordery i odznaczenia
- Krzyż Srebrny Orderu Wojskowego Virtuti Militari nr 7186 – pośmiertnie 17 maja 1922[22][23][24][25]
- Krzyż Niepodległości – pośmiertnie 19 grudnia 1930 „za pracę w dziele odzyskania niepodległości”[26][2][27]
- Krzyż Walecznych czterokrotnie – pośmiertnie 20 czerwca 1923[28][29]
- Krzyż Obrony Lwowa[29]